# Simfonia iubirii
Simfonia iubirii este un film regizat de Agnieszka Holland.